# Ильинский, Алексей Порфирьевич
Алексе́й Порфи́рьевич Ильи́нский (20 мая (1 июня) 1888, Сарапул — 5 октября 1945, Ленинград) — советский геоботаник и биоценолог, доктор биологических наук (1934), профессор Ленинградского государственного педагогического института имени А. И. Герцена (с 1929 года).
Учёный секретарь Русского географического общества. Член Чешского ботанического общества (с 1929 года), Экологического общества США (с 1930 года).

## Биография
В 1898 году поступил в Сарапульское реальное училище, по окончании которого поступил в Политехнический институт Санкт-Петербурга на металлургическое отделение. На четвертом курсе в 1908 году перевёлся в Санкт-Петербургский императорский университет (1912).
В 1910 году Санкт-Петербургским императорским ботаническим садом был командирован в бассейн Белой и Чёрной Холуницы, в 1911 году — в Елабужский и Сарапульский уезды Вятской губернии для исследования лугов. Результатом экспедиций стал «Материал к флоре Вятской губернии».
В 1942 году, находясь в эвакуации в Казани, предпринял попытку организации в Зеленодольском районе Волжско-Камского заповедника на основе эвакуированного Лесного стационара Ботанического института АН СССР. Попытка оказалась неудачной, заповедник не был создан.

## Труды
Основные исследования посвящены динамике и устойчивости биоценозов. Разрабатывал вопросы методики геоботанических исследований, динамики флор; выделил новые типы растительности (гилеи, парамос и др.). Будучи сотрудником Ботанического института Академии наук СССР, разрабатывал вопросы дендрологии и садового строительства.
Основной труд — обобщающая сводка «Растительность земного шара» в четырёх томах (1937).

## Награды
- орден Трудового Красного Знамени (10.06.1945)

## Семья
Дочери:
- Ирина Алексеевна Ильинская (1921—2011) — кандидат биологических наук, палеоботаник, сотрудник Ботанического института[4][5].
- Наталия Алексеевна Ильинская (р. 1918) — архитектор (Институт им. И. Е. Репина АХ СССР). Специализировалась в области ландшафтной архитектуры. Старший преподаватель кафедры «Озеленение населенных мест» Лесотехнической Академии им. С. М. Кирова и Архитектурного факультета Института им. И. Е. Репина АХ СССР. Член Союза архитекторов СССР. В течение многих лет возглавляла Секцию ландшафтной архитектуры Ленинградского отделения Союза архитекторов СССР. Автор методики реставрации исторических садов и парков[4][6].

## Растения, описанные Ильинским
- Цинанхум Хэнкока (Cynanchum hancockianum) Iljinski
- Цинанхум Комарова (Cynanchum komarovii) Iljinski
- Ластовень Комарова (Vincetoxicum komarovii) Iljinski

## Печатные труды
- Ильинский А. П. Высшие таксономические единицы в геоботанике // Советская ботаника. — 1935. — № 5. — С. 49—66.
- Ильинский А. П., Шифферс Е. В. О фитогеографическом картировании в СССР // Советская ботаника. — 1936. — № 5. — С. 9—13.
- Ильинский А. П. Растительность земного шара. / АН СССР; Бот. ин-т АН СССР. География растений под общ. ред и с ввод. ст. акад. Б. А. Келлера. III. — М.—Л.: Изд-во АН СССР, 1937. — 458 с.
- Ильинский А. П. Современные проблемы динамической биогеографии // Научная сессия, посвящённая 125-летию Ленинградского университета: тезисы докладов. — Л.: Тип. им. Евг. Соколовой, 1944.